# Imperium (film)
Imperium è un film del 2016 diretto da Daniel Ragussis.
È ispirato alle memorie dell'agente FBI Michael German, che trascorse venti mesi tra il 1992 e 1993 sotto copertura in un gruppo di neonazisti negli Stati Uniti. Fanno parte del cast Daniel Radcliffe, Toni Collette, Tracy Letts e Sam Trammell.

## Trama
Nate Foster è un agente della sezione antiterrorismo dell'FBI. In seguito al furto di un quantitativo di cesio-137 illegalmente importato, viene reclutato dall’agente Angela Zamparo, che sospetta il coinvolgimento di gruppi fautori della supremazia bianca. Nate viene introdotto sotto copertura all’interno di un piccolo gruppo suprematista guidato da Vince Sargent. Sargent è in contatto con il primo sospettato di Zamparo, il politico conservatore Dallas Wolf. Una figura di spicco all'interno del movimento per le forti dichiarazioni che effettua nel suo talk-show radiofonico, Wolf preme affinché si organizzi una riunione dei più influenti gruppi suprematisti del nord-est. Presentato da Sargent, Nate incontra Andrew Blackwell, leader di una milizia suprematista, e riesce inoltre a guadagnarsi l'attenzione di Wolf convincendolo di poter finanziare il suo talk show. Foster stringe anche una sincera amicizia con Gerry Conway, un ingegnere e padre di famiglia che simpatizza per i suprematisti e che spesso offre la sua abitazione a questi ultimi per lo svolgimento di feste e rinfreschi in occasione di ricorrenze.
Dopo aver ottenuto la piena fiducia di Blackwell per averlo tratto in salvo nel corso di una rissa con un gruppo antifascista scoppiata durante una marcia pubblica, Foster viene portato al campo base dei suoi miliziani, dove Blackwell gli rivela di star progettando un attacco alla rete idrica comunale di Washington. Foster incontra Dallas a casa sua e le radiazioni presenti nell’abitazione fanno scattare il suo contatore Geiger: Foster offre allora il suo sostegno nel possibile attentato per spingere Wolf a confessare, ma il politico diventa ostile e lo denuncia all’FBI. Infatti, Wolf rivela di non credere nella causa suprematista, ma di essere spinto solo dalle prospettive di guadagno. Dopo che anche la minaccia rappresentata da Blackwell e i suoi viene smentita, i superiori di Foster e Zamparo danno l’ordine di chiudere il caso. Frustrato per aver rischiato la vita invano, Nate si prepara a lasciare la città.
Nate incontra Gerry per un ultimo saluto, ma quest'ultimo, fraintendendo il sentimento di inutilità e delusione dell'amico, gli confida la sua appartenenza ad una cellula terroristica interna al movimento. Emerge quindi che Gerry ed i suoi alleati sono in possesso del cesio e stanno complottando per far esplodere un ordigno. Nate si unisce al gruppo e, nonostante in più occasioni la sua copertura rischi di saltare, riesce ad individuare il cesio in casa di Conway. L'FBI, avvertita da Nate, sopraggiunge appena in tempo per arrestare i terroristi prima che riescano a portare a termine il piano. Tempo dopo, Nate fa visita a Johnny, un adolescente ex-membro della banda di Sargent, che non crede più nella causa ed ora racconta la sua esperienza nelle scuole.

## Produzione

### Sviluppo
Il 30 luglio 2015 è stato annunciato il film e che Daniel Radcliffe avrebbe ricoperto il ruolo del protagonista. Toni Collette, Sam Trammell, e Tracy Letts si sono uniti al cast l'8 ottobre dello stesso anno.

### Riprese
Le riprese si sono tenute dal settembre 2015 in Virginia, nelle città di Richmond ed Hopewell. Radcliffe ha trovato il suo personaggio molto difficile da interpretare, e, dopo ogni scena in cui doveva pronunciare frasi razziste, si è ripetutamente scusato con i suoi colleghi sul set.

## Promozione
Il 22 settembre 2015 sono state distribuite le prime immagini dal set di Daniel Radcliffe con la testa rasata. Il 5 luglio 2016 sono stati distribuiti il primo trailer ed il primo poster del film. In una delle prime versioni del trailer venivano mostrate brevemente delle immagini d'archivio provenienti dalla parata per il giorno dell'indipendenza della Polonia come se si trattasse di una manifestazione neonazista: dopo le proteste del Ministero degli Esteri polacco e della Polish League Against Defamation, il video è stato rimosso da YouTube e le scene tagliate dal film.

## Distribuzione
Il film ha avuto una distribuzione limitata negli Stati Uniti, ad opera di Lionsgate Premiere, a partire dal 19 agosto 2016, anche in video on demand. In Italia il film è stato reso disponibile su Netflix il 1º febbraio 2017.

## Accoglienza

### Critica
Sull'aggregatore di recensioni online Rotten Tomatoes il film ha una percentuale di gradimento pari all'83%, basata sulle recensioni di 59 critici e con un voto medio di 6.5 su 10. Su Metacritic, il film ha un punteggio di 68 su 100, basata sulle recensioni di 17 critici, ad indicare "giudizi generalmente favorevoli". È stato inserito nella Critics' Pick del New York Times. Tra le altre recensioni positive figurano il Los Angeles Times, che lo ha definito "teso, coinvolgente ed inquietante", Slant Magazine, che lo ha definito "un coraggioso film politico", ed Entertainment Weekly, che ha lodato in particolar modo l'interpretazione di Radcliffe.